# Deltepilissus
Deltepilissus là một chi bọ cánh cứng thuộc họ Scarabaeidae.